# Yorgos Lanthimos
Georgios Lanthimos (em grego: Γιώργος Λάνθιμος; romaniz.: Georgios Lanthimos; nascido em Atenas, Grécia, em 27 de maio de 1973), mais conhecido como Yorgos Lanthimos, é um cineasta, produtor e roteirista grego. Graduado em Cinema e Audiovisual, foi indicado quatro vezes ao Oscar: Em 2010 por Kynodontas, na categoria de Melhor Filme Estrangeiro, em 2017 por The Lobster, na categoria de Melhor Roteiro Original e em 2019 e 2024 por The Favourite e Poor Things, respectivamente, nas categorias de Melhor Diretor e Melhor Filme.

## Carreira
Durante a década de 1990, Lanthimos dirigiu uma série de vídeos para companhias gregas de dança-teatro. Desde 1995, ele dirige comerciais de TV, videoclipes, curtas-metragens e peças de teatro experimental. Ele também era um membro da equipe criativa que projetou as cerimônias de abertura e oencerramento das Olimpíadas de 2004 em Atenas.
A carreira de Lanthimos no cinema começou com o filme mainstream My Best Friend, que ele co-dirigiu com Lakis Lazopoulos, e o filme experimental Kinetta que estreou no Festival Internacional de Cinema de Toronto de 2005. Seu terceiro longa-metragem, Kynodontas, ganhou o prêmio Un Certain Regard no Festival de Cannes de 2009 e foi indicado para Melhor Filme Estrangeiro no 83º Oscar. Em 2010, ele co-produziu Attenberg, um drama grego dirigido por Athina Rachel Tsangari. Seu quarto longa-metragem,Alpeis (2011), ganhou o Prêmio Osella de Melhor Roteiro no 68º Festival Internacional de Cinema de Veneza.
O roteiro do quinto filme de Lanthimos, The Lobster, ganhou o Prêmio ARTE International 2013 como Melhor Projeto CineMart no 42º International Film Festival Rotterdam. O filme foi selecionado para concorrer ao Palme d'Or no Festival de Cannes de 2015 e ganhou o Prêmio do Júri
No 75º Festival de Cinema de Veneza, ele apresentou seu trabalho mais recente,  The Favourite  (2018), e ganhou o Grande Prêmio do Júri. O filme empatou com o maior número de indicações ao 91º Oscar, com dez, incluindo Melhor Filme e  Melhor Diretor para Lanthimos.
Em fevereiro de 2019, foi relatado que Lanthimos estava trabalhando em uma adaptação do romance  Jim Thompson 1964  Pop. 1280, que ele está previsto para escrever e dirigir.

## Filmografia
- Kinetta (2005)
- Kynodontas (2009)
- Attenberg (2010)
- Alpeis (2011)
- The Lobster (2015)
- The Killing of a Sacred Deer (2017)
- The Favourite (2018)
- Poor Things (2023)
- Kinds of Kindness (2024)

## Prêmios e indicações

### Oscar
| Ano  | Filme       | Categoria               | Resultado |
| ---- | ----------- | ----------------------- | --------- |
| 2017 | The Lobster | Melhor roteiro original | Indicado  |
| 2019 | A Favorita  | Melhor Direção          | Indicado  |
| 2019 | A Favorita  | Melhor filme            | Indicado  |
| 2024 | Poor Things | Melhor Direção          | Indicado  |